# 引坑钟氏大屋
引坑钟氏大屋，位于中华人民共和国浙江省杭州市桐庐县新合乡，是浙江省省级文物保护单位之一。
2017年1月19日，引坑钟氏大屋被列入第七批浙江省文物保护单位，该文物保护单位是一座古建筑。